# Coppa Italia 2015-2016 (calcio a 5)
La Coppa Italia 2015-2016 è stata la 31ª edizione assoluta della manifestazione e la 13ª disputata con la formula final eight. Alla Coppa Italia di Serie A sono iscritte d'ufficio le Società classificatesi ai primi otto posti del girone di andata del Campionato Nazionale di Serie A. Anche in questa edizione, la disputa della final eight maschile di Serie A è stata abbinata a quella della Coppa Italia Under-21 e della nuova Coppa Italia Élite femminile. Per il quarto anno la maggioranza delle gare si sono disputate al Palasport Giovanni Paolo II di Pescara; i quarti di finale femminile sono stati tuttavia ospitati dal PalaCUS di Chieti mentre quarti di finale e semifinali Under-21 al palasport di Martinsicuro. I limiti di partecipazione dei giocatori sono gli stessi in vigore nel campionato di Serie A, ovvero negli incontri vi è l'obbligo di schierare almeno cinque giocatori formati in Italia, di cui almeno uno nato dopo il 1 gennaio 1993. Tutti gli incontri della principale manifestazione maschile sono stati trasmessi in diretta su Rai Sport 2.

## Formula
Il torneo si svolge con gare ad eliminazione diretta di sola andata. Le prime otto classificate dopo il girone di andata sono raggruppate in due gruppi: nel gruppo A sono state inserite le prime quattro della classifica dopo il girone di andata mentre, nel gruppo B, quelle dal quinto all'ottavo posto. Nei quarti di finale si affrontano una squadra del gruppo A ed una del gruppo B. Gli accoppiamenti sono stati determinati tramite sorteggio che si è tenuto presso la Sala Consiliare del Comune di Pescara in occasione della Conferenza stampa del 22 febbraio 2016. Le vincenti accedono alle semifinale e quindi alla finale per il primo posto. La formula prevede che nei quarti e nelle semifinali, in caso di parità dopo i tempi regolamentari, la vittoria sia determinata direttamente dai tiri di rigore. Nella finale, in caso di parità dopo 40', si svolgono due tempi supplementari di 5 minuti ciascuno. In caso di ulteriore parità al termine degli stessi, la vincitrice è determinata mediante i tiri di rigore.

## Squadre qualificate
La mancata qualificazione di Lazio e Luparense rendono i detentori dell'Asti l'unico dei club partecipanti ad essersi aggiudicato più di una edizione della Coppa. Montesilvano (2007) e Acqua e Sapone (2014) hanno vinto una edizione mentre Carlisport Cogianco e Latina sono al debutto assoluto nella competizione.
| Gruppo A | Gruppo A     | Gruppo B | Gruppo B |
| 1        | Montesilvano | 5        | Pescara  |
| 2        | Real Rieti   | 6        | Asti     |
| 3        | Pescara      | 7        | Latina   |
| 4        | Cogianco     | 8        | Kaos     |

### Squadra vincitrice

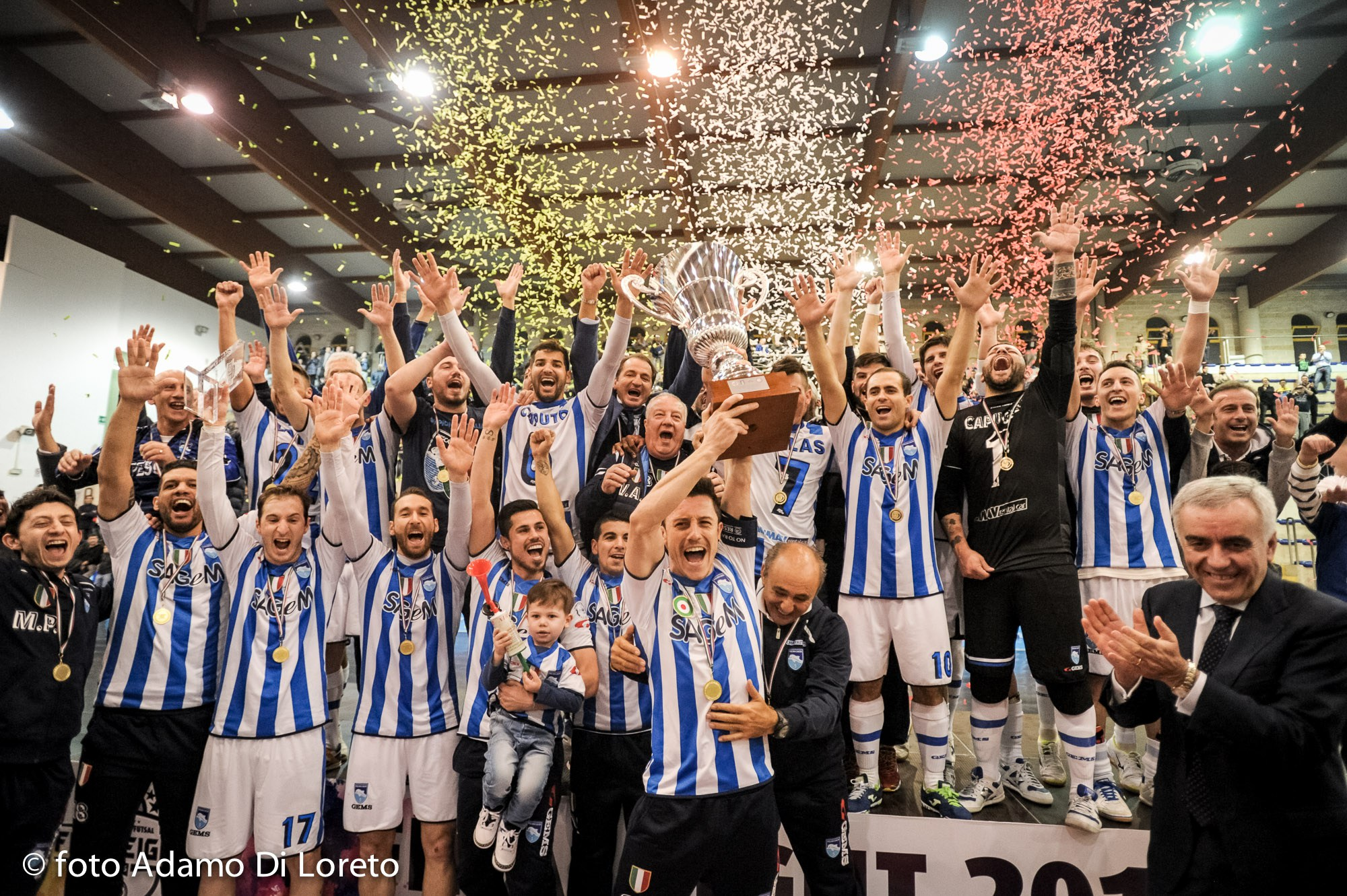
La premiazione del Pescara

## Tabellone
|  | Quarti di finale | Quarti di finale | Quarti di finale |         |               | Semifinali    | Semifinali | Semifinali |  |  | Finale | Finale | Finale |  |
|  |                  |                  |                  |         |               |               |            |            |  |  |        |        |        |  |
|  | 4                | Cogianco (dcr)   | 2(4)             |         |               |               |            |            |  |  |        |        |        |  |
|  | 4                | Cogianco (dcr)   | 2(4)             |         |               |               |            |            |  |  |        |        |        |  |
|  | 5                | Pescara          | 2(3)             |         |               |               |            |            |  |  |        |        |        |  |
|  | 5                | Pescara          | 2(3)             |         | Cogianco      | Cogianco      | 2          |            |  |  |        |        |        |  |
|  |                  |                  |                  |         | Cogianco      | Cogianco      | 2          |            |  |  |        |        |        |  |
|  |                  |                  | Pescara          | Pescara | 3             |               |            |            |  |  |        |        |        |  |
|  | 3                | Pescara          | Pescara          | Pescara | 3             | 6             |            |            |  |  |        |        |        |  |
|  | 3                | Pescara          |                  |         |               |               |            |            |  |  |        |        |        |  |
|  | 7                | Latina           | 2                |         |               |               |            |            |  |  |        |        |        |  |
|  | 7                | Latina           | 2                |         | Pescara (dcr) | Pescara (dcr) | 1(3)       |            |  |  |        |        |        |  |
|  |                  |                  |                  |         |               |               |            |            |  |  |        |        |        |  |
|  |                  |                  | Asti             | Asti    | 1(2)          |               |            |            |  |  |        |        |        |  |
|  | 2                | Real Rieti       | Asti             | Asti    | 1(2)          | 3(4)          |            |            |  |  |        |        |        |  |
|  | 2                | Real Rieti       |                  |         |               |               |            |            |  |  |        |        |        |  |
|  | 6                | Asti (dcr)       | 3(5)             |         |               |               |            |            |  |  |        |        |        |  |
|  | 6                | Asti (dcr)       | 3(5)             |         | Asti (dcr)    | Asti (dcr)    | 1(4)       |            |  |  |        |        |        |  |
|  |                  |                  |                  |         | Asti (dcr)    | Asti (dcr)    | 1(4)       |            |  |  |        |        |        |  |
|  |                  |                  | Kaos             | Kaos    | 1(2)          |               |            |            |  |  |        |        |        |  |
|  | 1                | Montesilvano     | Kaos             | Kaos    | 1(2)          | 3(5)          |            |            |  |  |        |        |        |  |
|  | 1                | Montesilvano     |                  |         |               |               |            |            |  |  |        |        |        |  |
|  | 8                | Kaos (dcr)       | 3(6)             |         |               |               |            |            |  |  |        |        |        |  |

### Quarti di finale
| Arbitri: | Mauro Albertini (Ascoli Piceno) Leonardo Gaetani (San Benedetto del Tronto) Pierluigi Tomassetti (Ascoli Piceno) |
| Crono:   | Andrea Di Vito (L'Aquila)                                                                                        |

|                               |                      |                                |
| Tobe 32'46'’ Waltinho 39'46'’ | Marcatori            | 15'07'’ Jonas 30'03'’ Cesaroni |
| Waltinho Paulinho             | Tiri di rigore 2 – 1 | Jonas Murilo Schmitt           |

| Arbitri: | Vincenzo Giannantonio (Campobasso) Vincenzo Francese (Battipaglia) Salvatore Minichini (Ercolano) |
| Crono:   | Massimo Tiberio (Teramo)                                                                          |

|                                                                          |           |                                 |
| Canal 13'19'’, 15'36'’ Rescia 17'46'’, 23'18'’, 35'21'’ Capuozzo 20'45'’ | Marcatori | 25'50'’ Terenzi 34'04'’ Pereira |

| Arbitri: | Francesco Cirillo (Rovereto) Ferruccio Prisma (Crotone) Simone Micciulla (Roma 2) |
| Crono:   | Dario Di Nicola (Pescara)                                                         |

|                                                         |                      |                                                                   |
| Zanchetta 13'15'’ Corsini 20'43'’ Héctor 26'36'’ (t.l.) | Marcatori            | 8'57'’ De Oliveira 19'43'’ (t.l.) E. Bertoni 25'38'’ Chimanguinho |
| Héctor Saúl Zanchetta                                   | Tiri di rigore 1 – 2 | E. Bertoni De Oliveira Crema                                      |

| Arbitri: | Daniele Di Resta (Roma) Marco Delpiano (Cagliari) Daniele Intoppa (Roma 2) |
| Crono:   | Matteo Ariasi (Pescara)                                                    |

|                                                |                      |                                     |
| André 7'34'’ A. Bordignon 23'23'’ Eric 32'06'’ | Marcatori            | 17'02'’ Kaká 33'49'’, 34'47'’ Perić |
| Morgado Eric André                             | Tiri di rigore 2 – 3 | Pedotti Kaká Perić                  |

### Semifinali
| Arbitri: | Giuseppe Di Gregorio (Enna) Ruggiero Chiariello (Barletta) Daniele Ferretti (Roma 1) |
| Crono:   | Lorenzo Di Guilmi (Vasto)                                                            |

|                              |                      |                             |
| Crema 16'33'’                | Marcatori            | 34'27'’ (aut.) C. Espíndola |
| De Oliveira Crema E. Bertoni | Tiri di rigore 3 – 1 | Pedotti Kaká                |

| Arbitri: | Nicola Maria Manzione (Salerno) Gennaro Luca De Falco (Catanzaro) Giovanni Colombi (Tivoli) |
| Crono:   | Antonino Tupone (Lanciano)                                                                  |

|                                |           |                                       |
| Vieira 4'59'’ Luizinho 35'42'’ | Marcatori | 17'31'’ Grêllo 24'05'’, 36'55'’ Canal |

### Finale
| Arbitri: | Alessandro Malfer (Rovereto) Angelo Galante (Ancona) Lorenzo Cursi (Jesi) |
| Crono:   | Giovanni Zannola (Ostia Lido)                                             |

| |                      | |
| Canal 30'17'’ | Marcatori            | 0'10'’ E. Bertoni |
| Canal Cuzzolino Rogério | Tiri di rigore 2 – 1 | Crema De Oliveira E. Bertoni |
| · Antonio Capuozzo · Ricardo Caputo · Grêllo · Mauro Canal · Rogério · Marco Ercolessi · Leandro Cuzzolino · Maximiliano Rescia · Matías Lara · Luca Leggiero · Lorenzo Pietrangelo · Luca Chiavaroli | Formazioni           | · Carlos Espíndola · Bocão · Edgar Bertoni · Manoel Crema · Júlio De Oliveira · Filipe Follador · Vinícius Duarte · Patrick Nora · Massimo De Luca · Sergio Romano · Chimanguinho · Luca Casalone |
| Fulvio Colini | Allenatori           | Cafu |

## Classifica marcatori
| Gol |  |  | Giocatore          | Squadra      |
| --- |  |  | ------------------ | ------------ |
| 5   |  |  | Mauro Canal        | Pescara      |
| 3   |  |  | Maximiliano Rescia | Pescara      |
| 2   |  |  | Edgar Bertoni      | Asti         |
| 2   |  |  | Manoel Crema       | Asti         |
| 2   |  |  | Marko Perić        | Kaos         |
| 1   |  |  | Héctor Albadalejo  | Real Rieti   |
| 1   |  |  | Andrei Bordignon   | Montesilvano |
| 1   |  |  | Antonio Capuozzo   | Pescara      |
| 1   |  |  | Paolo Cesaroni     | Pescara      |
| 1   |  |  | Chimanguinho       | Asti         |
| 1   |  |  | Douglas Corsini    | Real Rieti   |
| 1   |  |  | Eric Da Silva      | Montesilvano |

| Gol |  |  | Giocatore          | Squadra      |
| --- |  |  | ------------------ | ------------ |
| 1   |  |  | André Ferreira     | Montesilvano |
| 1   |  |  | Grêllo             | Pescara      |
| 1   |  |  | Jonas              | Pescara      |
| 1   |  |  | Kaká               | Kaos         |
| 1   |  |  | Luizinho           | Cogianco     |
| 1   |  |  | Arnaldo Pereira    | Latina       |
| 1   |  |  | Andrea Terenzi     | Latina       |
| 1   |  |  | Roberto Tobe       | Cogianco     |
| 1   |  |  | Arlan Pablo Vieira | Cogianco     |
| 1   |  |  | Waltinho           | Cogianco     |
| 1   |  |  | Márcio Zanchetta   | Real Rieti   |